# DJ Tomekk/Diskografie
Diese Diskografie ist eine Übersicht über die musikalischen Werke des polnischen DJs und Musikproduzenten DJ Tomekk.

## Alben

### Studioalben
| Jahr | Titel              | Höchstplatzierung, Gesamtwochen, AuszeichnungChartplatzierungen (Jahr, Titel, Platzierungen, Wochen, Auszeichnungen, Anmerkungen) | Höchstplatzierung, Gesamtwochen, AuszeichnungChartplatzierungen (Jahr, Titel, Platzierungen, Wochen, Auszeichnungen, Anmerkungen) | Höchstplatzierung, Gesamtwochen, AuszeichnungChartplatzierungen (Jahr, Titel, Platzierungen, Wochen, Auszeichnungen, Anmerkungen) | Anmerkungen                              |
| Jahr | Titel              | DE | AT | CH | Anmerkungen                              |
| ---- | ------------------ | --- | --- | --- | ---------------------------------------- |
| 2001 | Return of Hip Hop  | DE5 (8 Wo.)DE | AT49 (4 Wo.)AT | CH27 (6 Wo.)CH | Erstveröffentlichung: 12. Februar 2001   |
| 2002 | Beat of Life Vol.1 | DE55 (7 Wo.)DE | — | — | Erstveröffentlichung: 28. Oktober 2002   |
| 2005 | Numma Eyns         | DE39 (4 Wo.)DE | AT67 (2 Wo.)AT | CH96 (2 Wo.)CH | Erstveröffentlichung: 16. September 2005 |

### Kollaboalben
- 2010: Ehrenkodex (mit Toony)

### Kompilationen
- 2006: Best of DJ Tomekk

### Mixtapes
- 1997: Double Impact (mit DJ Ron)
- 2007: The Next Generation Mixtape

## Singles
| Jahr | Titel Album                                                        | Höchstplatzierung, Gesamtwochen, AuszeichnungChartplatzierungen (Jahr, Titel, Album, Platzierungen, Wochen, Auszeichnungen, Anmerkungen) | Höchstplatzierung, Gesamtwochen, AuszeichnungChartplatzierungen (Jahr, Titel, Album, Platzierungen, Wochen, Auszeichnungen, Anmerkungen) | Höchstplatzierung, Gesamtwochen, AuszeichnungChartplatzierungen (Jahr, Titel, Album, Platzierungen, Wochen, Auszeichnungen, Anmerkungen) | Anmerkungen                                                                                             |
| Jahr | Titel Album                                                        | DE | AT | CH | Anmerkungen                                                                                             |
| ---- | ------------------------------------------------------------------ | --- | --- | --- | --- |
| 1999 | 1, 2, 3 Rhymes Galore (From New York to Germany) Return of Hip Hop | DE6 (17 Wo.)DE | AT34 (3 Wo.)AT | CH9 (16 Wo.)CH | Erstveröffentlichung: 13. September 1999 vs. Grandmaster Flash feat. Afrob, Flavor Flav & MC Rene       |
| 2000 | Ich lebe für Hip Hop Return of Hip Hop                             | DE11 (11 Wo.)DE | AT31 (7 Wo.)AT | CH17 (11 Wo.)CH | Erstveröffentlichung: 26. Juni 2000 feat. GZA, Curse, Prodigal Sunn & Stieber Twins                     |
| 2001 | Return of Hip Hop (Ohh, ohh) Return of Hip Hop                     | DE5 (9 Wo.)DE | AT64 (5 Wo.)AT | CH22 (7 Wo.)CH | Erstveröffentlichung: 22. Januar 2001 feat. KRS-One, Torch & MC Rene                                    |
| 2001 | How You Like That (Ja, ja, ja) Beat of Life Vol.1                  | DE68 (5 Wo.)DE | — | — | Erstveröffentlichung: 5. November 2001 feat. Shaquille O’Neal                                           |
| 2002 | Kimnotyze Beat of Life Vol.1                                       | DE6 (17 Wo.)DE | AT31 (16 Wo.)AT | CH43 (12 Wo.)CH | Erstveröffentlichung: 26. September 2002 feat. Lil’ Kim & Trooper Da Don                                |
| 2003 | Beat of Life Beat of Life Vol.1                                    | DE12 (9 Wo.)DE | AT52 (6 Wo.)AT | CH100 (1 Wo.)CH | Erstveröffentlichung: 27. Januar 2003 feat. Ice-T, Sandra Nasić, Trigga Tha Gambla & Smoothe Tha Hustla |
| 2003 | Ganxtaville Pt. III –                                              | DE5 (17 Wo.)DE | AT30 (14 Wo.)AT | CH22 (12 Wo.)CH | Erstveröffentlichung: 12. Mai 2003 feat. Kurupt, G-Style & Tatwaffe                                     |
| 2003 | Dankbar –                                                          | DE31 (7 Wo.)DE | AT56 (3 Wo.)AT | CH72 (2 Wo.)CH | Erstveröffentlichung: 13. Oktober 2003 feat. Trooper Da Don, G-Style, Tatwaffe & Said                   |
| 2005 | Jump, Jump (DJ Tomekk kommt) Numma Eyns                            | DE3 (16 Wo.)DE | AT17 (16 Wo.)AT | CH25 (9 Wo.)CH | Erstveröffentlichung: 3. Juli 2005 feat. Fler und G-Hot                                                 |
| 2005 | Eey Yo! (Eeeeins) Numma Eyns                                       | DE64 (7 Wo.)DE | — | — | Erstveröffentlichung: 30. September 2005 feat. Das Bo                                                   |

Weitere Singles
- 1999: 1, 2, 3 Rhymes Galore (Remix) (feat. Spezializtz, Pot & Big Sal von den Harleckinz)
- 2003: Ganxtaville Pt. I (feat. Kurupt, G-Style & Tatwaffe)
- 2003: Ganxtaville Pt. II (feat. Kurupt, G-Style & Tatwaffe)
- 2003: Ganxtaville (Video Remix) (feat. DJ Noppe, Said & Saeed)
- 2005: Salem Aleikum (feat. Xzibit, Sido & Harris)
- 2006: In Your Arms (feat. SMO & Jasmin)
- 2011: (tata was) a rolling stone (mit Winans)
- 2013: Riot (Remix) (feat. Dawn Richard)
- 2013: the legendary Hip Hop Sway (with Kurtis Blow)
- 2017: Lonely (feat. Dante Thomas)
- 2019: Never Give Up (feat. M. O. P.)
- 2023: Sommer in Berlin (mit Frank Zander)

## Videoalben und Musikvideos

### Videoalben
- 2001: Return of Hip Hop
- 2005: Best of DJ Tomekk

### Musikvideos
| Jahr | Titel                                            | Regisseur(e)             |
| ---- | ------------------------------------------------ | ------------------------ |
| 1999 | 1, 2, 3 Rhymes Galore (From New York to Germany) |                          |
| 2000 | Ich lebe für Hip Hop                             | Ben Dempsey, Joe Dempsey |
| 2001 | Return of Hip Hop (Ohh, ohh)                     |                          |
| 2002 | Kimnotyze                                        | Norman Hafezi            |
| 2003 | Beat of Life                                     | Norman Hafezi            |
| 2003 | Ganxtaville Pt. III                              | Norman Hafezi            |
| 2003 | Dankbar                                          | Norman Hafezi            |
| 2004 | Party                                            | Daniel Harder            |
| 2005 | Jump, Jump (DJ Tomekk kommt)                     | Daniel Harder            |
| 2005 | Eey Yo! (Eeeeins)                                | Jörn Heitmann            |
| 2006 | In Your Arms                                     | Marcus Sternbauer        |

## Produktionen (Singles)
- Afrika Islam
  - 2003: Troop…(Da Don) (feat. Trooper Da Don) (Musik/Text)
  - 2003: Viel zu seh’n (feat. Trooper Da Don) (Musik/Text)

- Boogie Down Berlin Crew
  - 2003: DJ Noppe (feat. DJ Noppe, Said & Saeed) (Musik/Text/Produzent)

- Coolio
  - 2002: I Like Girls (Produzent)

- DJ Noppe
  - 2003: DJ Noppe (feat. Boogie Down Berlin Crew, Said & Saeed) (Musik/Text/Produzent)

- Said
  - 2003: DJ Noppe (feat. Boogie Down Berlin Crew, DJ Noppe & Saeed) (Musik/Text/Produzent)
  - 2003: Ey Ey Ey (feat. Vanessa S.) (Musik/Text)

- Saeed
  - 2003: DJ Noppe (feat. Boogie Down Berlin Crew, DJ Noppe & Said) (Musik/Text/Produzent)

- Trooper Da Don
  - 2003: Troop…(Da Don) (feat. Africa Islam) (Musik/Text)
  - 2003: Viel zu seh’n (feat. Africa Islam) (Musik/Text)
  - 2003: Ride or Die (I Need You) (feat. Vanessa S.) (Musik/Text)
  - 2003: Shine through the Night (feat. Vanessa S.) (Musik/Text)

- Vanessa S.
  - 2003: Ride or Die (I Need You) (feat. Trooper Da Don) (Musik/Text)
  - 2003: Ey Ey Ey (feat. Said) (Musik/Text)
  - 2003: Shine through the Night (feat. Trooper Da Don) (Musik/Text)

Darüber hinaus produzierte er auch alle Projekte, in die er selbst auch involviert war.
Chartplatzierungen

| Jahr | Titel Interpretation                                     | Höchstplatzierung, Gesamtwochen, AuszeichnungChartplatzierungen (Jahr, Titel, Interpretation, Platzierungen, Wochen, Auszeichnungen, Anmerkungen) | Höchstplatzierung, Gesamtwochen, AuszeichnungChartplatzierungen (Jahr, Titel, Interpretation, Platzierungen, Wochen, Auszeichnungen, Anmerkungen) | Höchstplatzierung, Gesamtwochen, AuszeichnungChartplatzierungen (Jahr, Titel, Interpretation, Platzierungen, Wochen, Auszeichnungen, Anmerkungen) | Anmerkungen                              |
| Jahr | Titel Interpretation                                     | DE | AT | CH | Anmerkungen                              |
| ---- | -------------------------------------------------------- | --- | --- | --- | ---------------------------------------- |
| 2003 | Ride or Die (I Need You) Trooper Da Don feat. Vanessa S. | DE4 (9 Wo.)DE | AT55 (6 Wo.)AT | CH70 (2 Wo.)CH | Erstveröffentlichung: 28. April 2003     |
| 2003 | Ey Ey Ey Vanessa S. feat. Said                           | DE17 (9 Wo.)DE | AT51 (4 Wo.)AT | — | Erstveröffentlichung: 29. September 2003 |
| 2004 | Party Lil’O & Boogie Down Berlin Crew                    | DE45 (5 Wo.)DE | — | — | Erstveröffentlichung: 17. Mai 2004       |
| 2005 | Gasolina Del Reggaeton Various Artists                   | — | — | CH14 (5 Wo.)CH | Erstveröffentlichung: 11. Juli 2005      |

## Remixe
| - Afrika Islam - Troop (feat. Troopa Da Don) - Ak’sent - Zingy - Bintia - Saturday Love (Very Rare) (feat. Montel Jordan) - Brandy - The Boy Is Mine (feat. Monica) - Coolio - Ghetto Square Dance - I Like Girls - DJ Noppe - Eye Yey (Original-Mix) (feat. Said & Saeed) - Eve - Hot Boyz (Video-Mix) (feat. Missy Elliott, Nas & Q-Tip) - Four Colourz - Abcd - Fugees - Fu–Gee-La - Guano Apes - Dödel Up - Hemstock & Jennings - Nothing But You (feat. Paul van Dyk) - Jay-Z - Anything - Joy Denalane - Can’t Stop, Don’t Stop - Time Heals the Pain - Lexy & K-Paul - Let’s Play - Lil’ Kim - The Jump Off (Video-Mix) - Liroy & Prodigal Sunn - Prosto Z Polski - LL Cool J - You and Me (Video-Mix) - Missy Elliott - Hot Boyz (Video-Mix) (feat. Nas, Eve & Q-Tip) - Monica - The Boy Is Mine (feat. Brandy) - Monie Love - Slice of the Pie | - Montel Jordan - Saturday Love (Very Rare) (feat. Bintia) - Nas - Hot Boyz (Video-Mix) (feat. Missy Elliott, Eve & Q-Tip) - Nena - Leuchtturm - Paul van Dyk - Nothing But You (feat. Hemstock & Jennings) - Prezident Brown - Rough Road (Video-Mix) - Q-Tip - Hot Boyz (Video-Mix) (feat. Missy Elliott, Nas & Eve) - Sabrina Setlur - Hija (Video-Mix) - Saeed - Eye Yey (Original-Mix) (feat. DJ Noppe & Said) - Said - Eye Yey (Video-Mix) (feat. Vanessa S.) - Eye Yey (Original-Mix) (feat. DJ Noppe & Saeed) - Shaquille O’Neal - How You Like That - Sido - Mein Block - Smoove D. - End of the World - Snap! - Ooops Up - Spezializtz - Babsi Flowa - Trooper Da Don - Ride or Die (I Need You) (Vanessa S.) - Troop (feat. Afrika Islam) - Vanessa S. - Eye Yey (Video-Mix) (feat. Said) - Ride or Die (I Need You) (Trooper Da Don) - VIP Allstars - Mamacita - Yana - Keep Forgetting |

## Statistik

### Chartauswertung
|                     | DE    | AT    | CH    |
| ------------------- | ----- | ----- | ----- |
| Nummer-eins-Alben   | DE—DE | AT—AT | CH—CH |
| Top-10-Alben        | DE1DE | AT—AT | CH—CH |
| Alben in den Charts | DE3DE | AT2AT | CH3CH |

|                       | DE     | AT    | CH    |
| --------------------- | ------ | ----- | ----- |
| Nummer-eins-Singles   | DE—DE  | AT—AT | CH—CH |
| Top-10-Singles        | DE5DE  | AT—AT | CH1CH |
| Singles in den Charts | DE10DE | AT8AT | CH8CH |